# لؤلؤة (اسم)
لؤلؤة هو اسم علم مؤنث من أصل عربي، ومعناه هو الحاجة من همةٍ لا من فاقةٍ؛ يقال «قضيت لبانتي» أي حاجتي «هدفي المنشود»، أو هي واحدة اللبان وهو شجر الصنوبر.

## شخصيات تحمل الاسم
- لؤلؤة بنت عبد العزيز آل سعود (1928 – 17 سبتمبر 2008)

## شخصيات خيالية تحمل الاسم
- لؤلؤة سلطع

## وصلات خارجية
- موسوعة السلطان قابوس لأسماء العرب نسخة محفوظة 5 أبريل 2019 على موقع واي باك مشين.